# Fana Mokoena
Fana Mokoena, född 13 maj 1971, är en sydafrikansk skådespelare som medverkat i ett flertal sydafrikanska TV-serier och filmer. Han är för en internationell publik mest känd för rollen som Augustin Bizimungu i filmen Hotel Rwanda.